# Arachnophaga scutata
Arachnophaga scutata är en stekelart som beskrevs av Charles Joseph Gahan 1943. Arachnophaga scutata ingår i släktet Arachnophaga och familjen hoppglanssteklar. Inga underarter finns listade.